# 搞错人
《搞错人》（英語：The Wrong Guy）是一部1997年的加拿大黑色喜剧电影，由大衛·斯坦伯格执导，大衛·弗利、大衛·安東尼·希金斯、珍妮佛·提莉、科魯姆·費奧瑞和喬·佛拉赫蒂主演。该片由福利、希金斯和杰·科根共同编写。
该剧最初的灵感来自弗利在与《大厅里的孩子们》的日子里所写的一个小品的启发。

## 剧情
暴躁的高管纳尔逊·希伯特（弗利饰）一直想升职，但最终错失机会，甚至娶了老板的女儿也没能实现目标。在听到决定后，他大喊“我发誓我会杀了你！”随后被保安从会议室里拖走。后来，当他去找老板（肯尼斯·威尔士饰）理论时，他发现老板已经被谋杀了，由于之前的场面，他认为自己会被误认为凶手。纳尔逊逃离现场，不知道安保摄像头已经将真凶的身份告诉了警方。纳尔逊试图逃往墨西哥，但途中遇到了凶手（费奥瑞饰）和调查案件的阿伦警探（希金斯饰），纳尔逊认为后者正在跟踪他。后来，事情变得越来越混乱，纳尔逊遇到了一位患有嗜睡症的农村姑娘（蒂莉饰）。随后发生了一系列奇怪的事件，充满了闹剧和不断的小笑話。

## 演员
- 大卫·弗利饰 Nelson Hibbert
- 大卫·安东尼·希金斯（英语：David Anthony Higgins）饰 Detective Arlen
- 科鲁姆·费奥瑞饰 凶手
- 珍妮佛·提莉饰 Lynn Holden
- 乔·佛拉赫蒂（英语：Joe Flaherty）饰 Fred Holden
- 丹·雷迪肯（英语：Dan Redican）饰 Ken Daly
- 理查德·谢沃洛（英语：Richard Chevolleau）饰 吉米
- 艾伦·斯卡夫（英语：Alan Scarfe）饰 Farmer Brown
- 肯尼斯·威尔士（英语：Kenneth Welsh）饰 Mr. Nagel
- 恩里克·克兰东尼饰 令人毛骨悚然的家伙
- 凯文·麦克唐纳（英语：Kevin McDonald）饰 旅馆经理
- 杰·科根（英语：Jay Kogen）饰 巴士司机
- 戴维·斯坦伯格（英语：David Steinberg）饰 门诊病人

裸体淑女乐队的成员客串唱歌的警察角色。

## 发布
弗利将《搞错人》描述为自己最好的电影。
该电影在美国以非电影院首映的形式发行。

### 奖项
- 电影探索评审团奖（美国喜剧艺术节）- 最佳剧本大衛·弗利、大卫·安东尼·希金斯、杰·科根[2]